# 反和平演变
反和平演变，是中華人民共和國政府在1989年起，尤其是六四事件后，开展的一系列主要集中在意识形态领域的政治运动，旨在反对国际上的“敌对势力”采用“和平演变”的手段改变中国共产党的性质、颠覆中国大陆社会主义制度。

## 背景
20世纪80年代中后期，国际局势十分混亂，东欧剧变、苏联解体等事件導致共产主義政党纷纷丧失执政权，国际共产主义运动遭遇严重危机。中国共产党、中华人民共和国政府宣稱，是资本主义国家的和平演变导致了东欧社会主义国家的变天，从而开展了反和平演变运动以防止其政權被顛覆。

## 概念

### 定义
反和平演变是指「社会主义国家针对资本主义国家的政治、经济、文化及意识形态的渗透，而采取的防范措施。反和平演变的斗争主要集中在意识形态领域」。

## 方法

### 方针
軍事科學出版社《國防教育大辭典》指出「要坚持马克思主义、列宁主义、毛泽东思想的指导地位，反对形形色色的资本主义腐朽没落思潮。在政治领域，要坚持共产党的领导，同一切企图削弱、淡化党的领导的倾向作斗争，同时要加强无产阶级专政，坚决反对一切危害社会主义制度的腐败堕落现象，加强廉政建设；在经济领域，坚持公有制经济成分在国内经济中的主导地位，发展壮大公有制经济，坚持走社会主义道路。这样，才能避免社会制度由社会主义向资本主义的和平演变。」 